# Ken-Marti Vaher

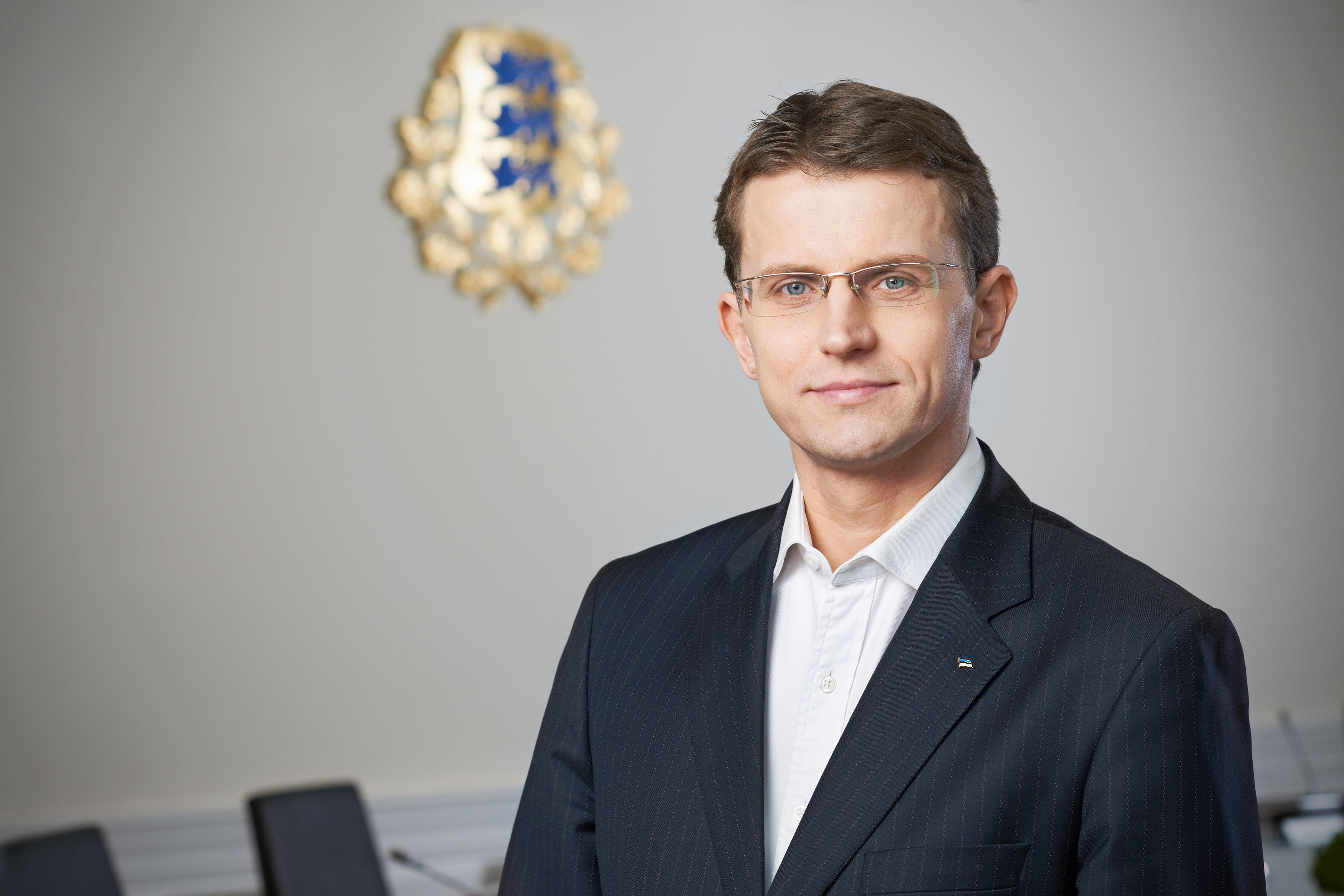
Ken-Marti Vaher (2011).

Ken-Marti Vaher (* 5. September 1974 in Tallinn) ist ein estnischer Politiker.

## Leben und Politik
Ken-Marti Vaher legte 1992 sein Abitur in Tallinn ab. Er studierte von 1992 bis 1996 Rechtswissenschaft an der Universität Tartu. Früh widmete er sich der Politik. 1995 wurde er Referent des Verfassungsausschusses des estnischen Parlaments (Riigikogu). Ab 1998 war er Referent beim estnischen Rechnungshof, dessen Direktor er bereits ein Jahr später wurde.
2001 wurde Vaher Mitglied der neu gegründeten Partei Res Publica. Im selben Jahr wurde er zum Generalsekretär der Partei bestimmt und 2002 zum stellvertretenden Vorsitzenden von Res Publica gewählt. 2002/2003 war Vaher Mitglied des Stadtrats von Tallinn. 2003 wurde er als Abgeordneter ins estnische Parlament gewählt.
Von April 2003 bis März 2005 war Vaher Justizminister der Republik Estland im Kabinett von Ministerpräsident Juhan Parts.
Am 21. März 2005 sprach ihm das estnische Parlament sein Misstrauen aus. Hintergrund war Vahers Anti-Korruptionsplan, der eine feste Mindestzahl von Amtsträgern vorsah, die von den estnischen Strafverfolgungsbehörden überführt werden sollten. Auch wegen Parts' Unterstützung für Vahers Plan brach seine Regierung drei Tage später auseinander.
Ab März 2005 war Ken-Marti Vaher wieder Abgeordneter des estnischen Parlaments. Er gehörte dem Rechtsausschuss an. Von April 2011 bis März 2014 war er Innenminister der Republik Estland.

## Privatleben
Ken-Marti Vaher ist seit 2005 mit der Verwaltungsangestellten Kairi Teniste verheiratet.